# Киста (река)
Киста (балка Кистинская) — река в Апанасенковском районе Ставропольского края, левый приток реки Маныч.

## Этимология названия
Название связано с проживавшими в данной местности ингушами, которых также именовали «киста». Оно же определило первоначальное наименование села Манычского (до 1966 года — Киста), расположенного у реки Кисты.

## Описание
Длина реки — 15 км, площадь водосборного бассейна — 134 км². Питание реки преимущественно снеговое и дождевое. По руслу сооружён ряд прудов. Уклон реки — 3,78 м/км.
Впадает с юга в Пролетарское водохранилище, северо-восточнее села Манычское; высота устья — 12,8 м.

## Хозяйственное использование и охрана
По данным справочника «Водные ресурсы Ставрополья» (2001 год) вода в реке используется «для водопоя скота и разведения домашней птицы».
Входит в «Перечень объектов, подлежащих региональному государственному надзору в области использования и охраны водных объектов на территории Ставропольского края», утверждённый постановлением Правительства Ставропольского края от 5 мая 2015 года № 187-п.